# 初台川
初台川（はつだいがわ）は、渋谷川の支流宇田川の支流にあたる河川である。
初台川は通称であり、河川としての正式名称は宇田川初台支流であった。なお、宇田川の支流で正式に独自の名称を持つのは河骨川のみである。

## 概要
東京都渋谷区にあるマンションヒルトップ初台の裏側付近に源を発し、国道20号付近から山手通りの初台坂に至る道路と並行した流路を辿った後、山手通りに並行して南下して小田急小田原線の代々木八幡駅付近で宇田川と合流する。
大部分は暗渠化されているが、田端橋より上流の源頭部（ヒルトップ初台裏）に僅かながら開渠区間が残されている。